# David Lockwood (sociologue)
Pour les articles homonymes, voir David Lockwood.
David Lockwood (né le 9 avril 1929 - mort le 6 juin 2014)) est un sociologue britannique.

## Biographie
Après avoir réalisé des études à la London School of Economics (LSE), Lockwood devient professeur à l'université de l'Essex. 
Son ouvrage The Blackcoated Worker, (1958 & 1989) est particulièrement remarqué.
Lockwood est marié à Leonore Davidoff, qu'il a rencontrée lors de ses études à LSE.